# Phantastische Bibliothek Wetzlar

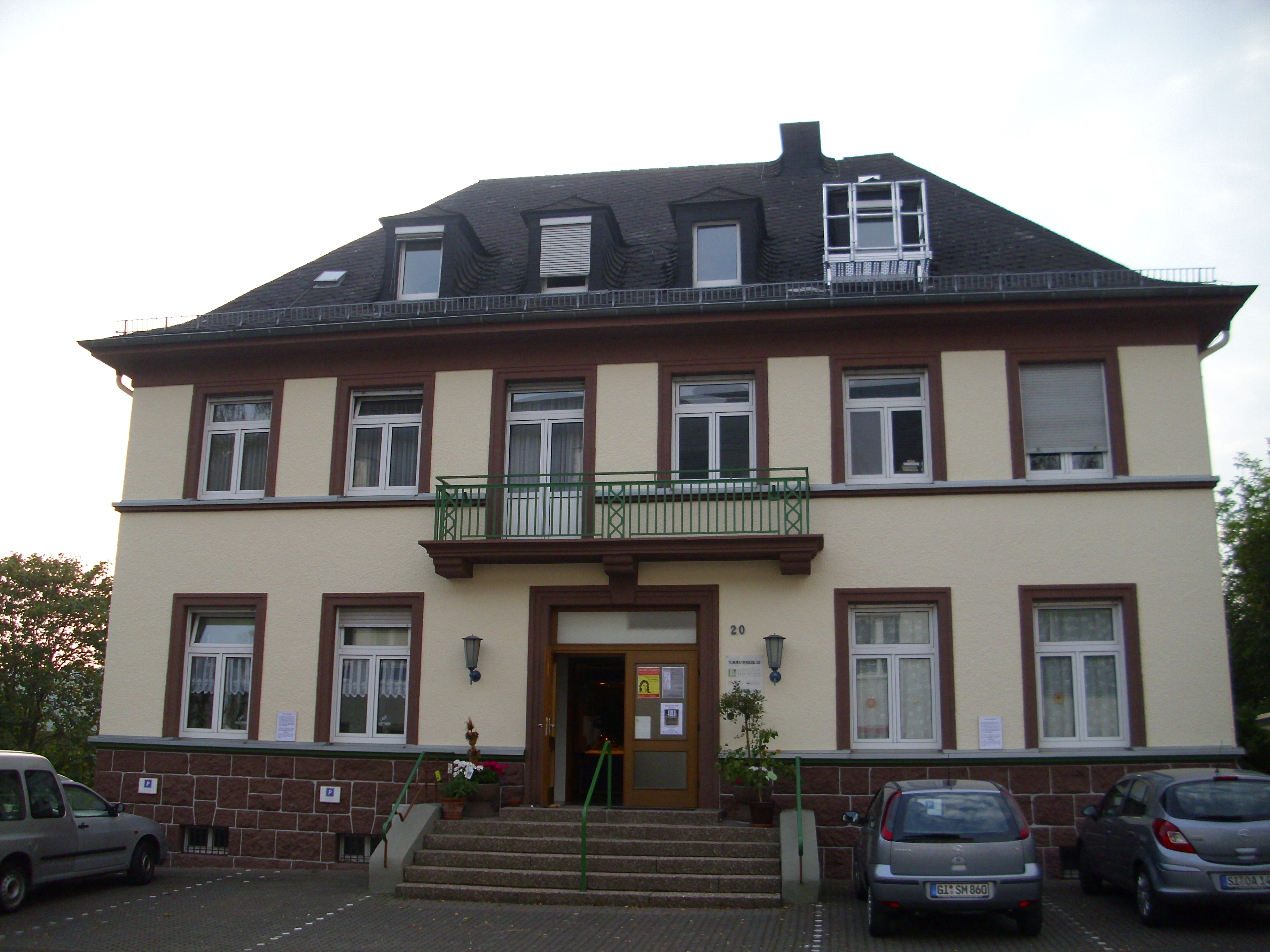
Phantastische Bibliothek (2009)

Die im September 1989 eröffnete Phantastische Bibliothek Wetzlar ist mit einem Bestand von über 330.000 Titeln (Stand: Juni 2025) mittlerweile die weltweit größte öffentlich zugängliche phantastische Bibliothek.
Bis Februar 2006 wurde die Phantastische Bibliothek von der Stadt Wetzlar, dem Förderkreis Phantastik und der Phantastik-Stiftung getragen. Am 14. Februar 2006 wurde die Phantastische Bibliothek in eine neue Trägerschaft überführt. Errichtet wurde eine Stiftung bürgerlichen Rechts mit dem Namen Phantastische Bibliothek Wetzlar. Gründer der Bibliothek ist der Autor Thomas Le Blanc, der aktuell (2024) die Bibliothek zusammen mit Maren Bonacker leitet.

## Bestand

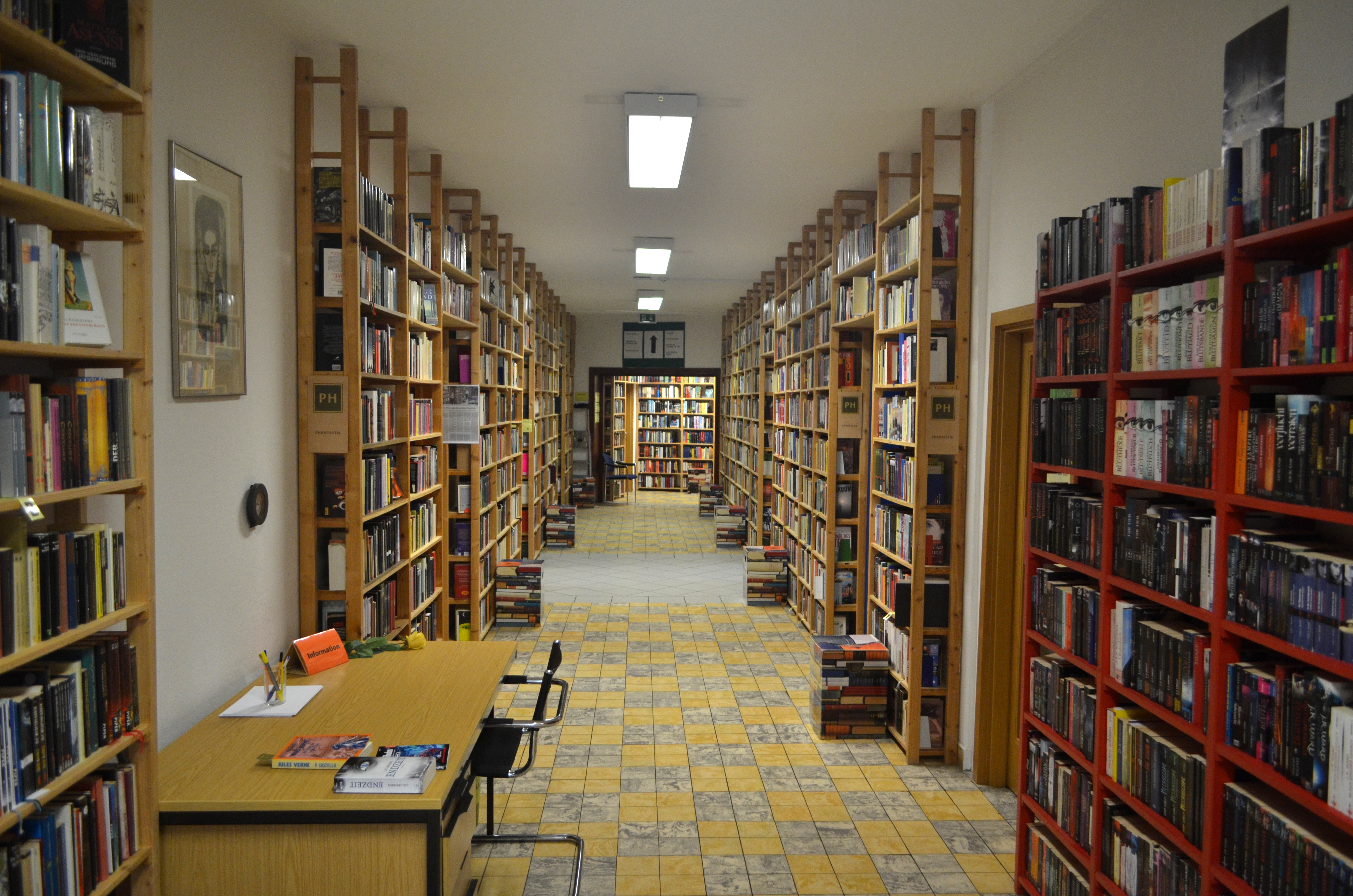
In einem Teil der Bibliothek

Die Einrichtung sammelt aufgrund ihres Archivauftrags alles, was in den phantastischen Literaturgenres Science-Fiction, Fantasy, klassische Phantastik, Horror, Utopie, Reise- und Abenteuerliteratur, Märchen, Sagen und Mythen in deutscher Sprache erschienen ist. Dabei bezieht sie auch die entsprechende Sekundärliteratur sowie Zeitschriften, Zeitungsausschnitte, Examensarbeiten und Autorennachlässe in ihre Sammlung ein und stellt ihre Bestände für wissenschaftliche und publizistische Zwecke in einem Präsenzbestand zur Verfügung.
Der Buchbestand umfasst auch einige Spezialsammlungen wie etwa den kompletten Bestand der utopisch-phantastischen Literatur der DDR, die documenta-Sammlung aus dem Orwell-Jahr 1984 sowie Raritäten aus dem Bereich der klassischen deutschsprachigen Phantastik und der Reise- und Abenteuerliteratur.

## Arbeit

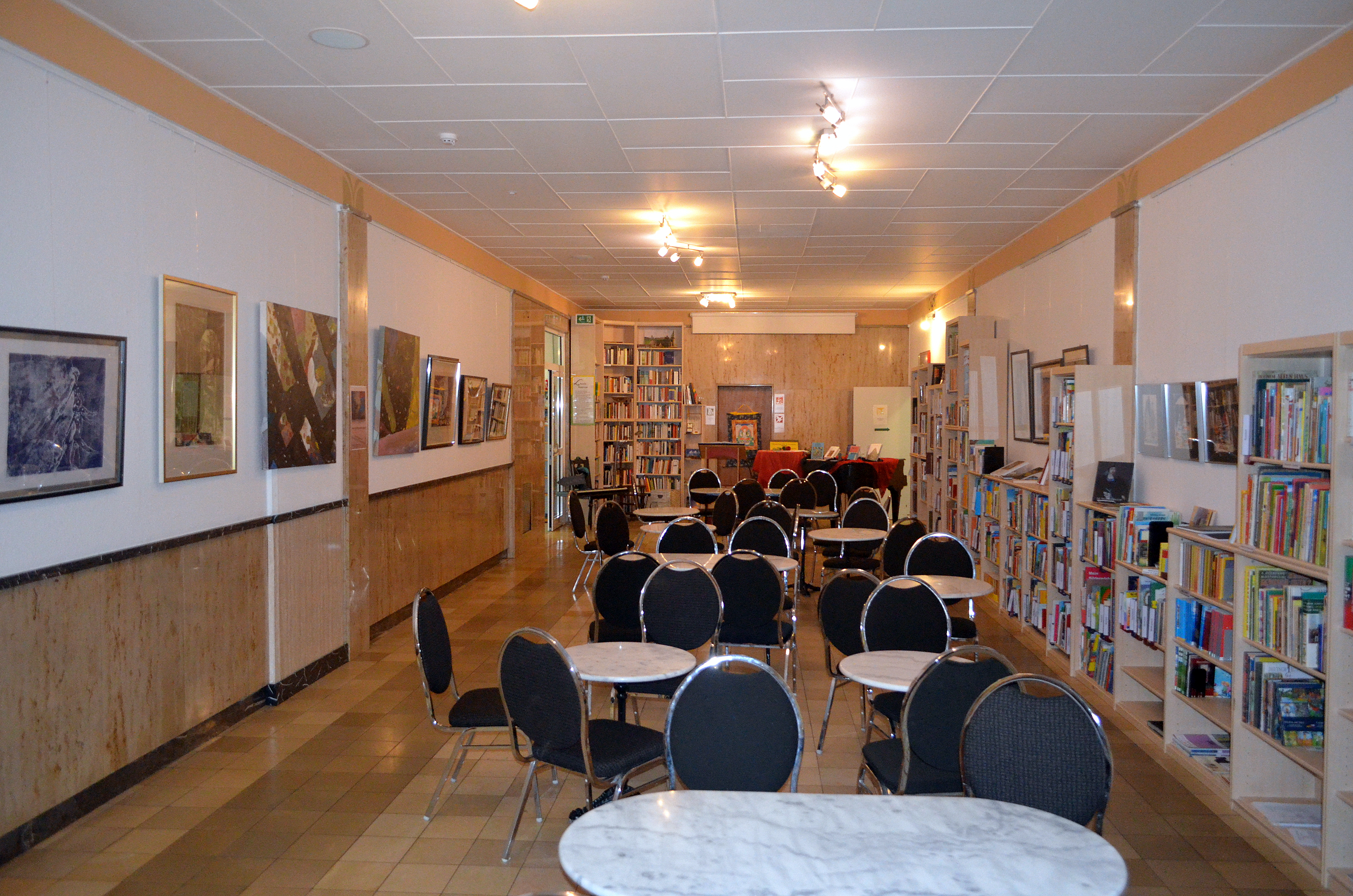
Eingangsbereich

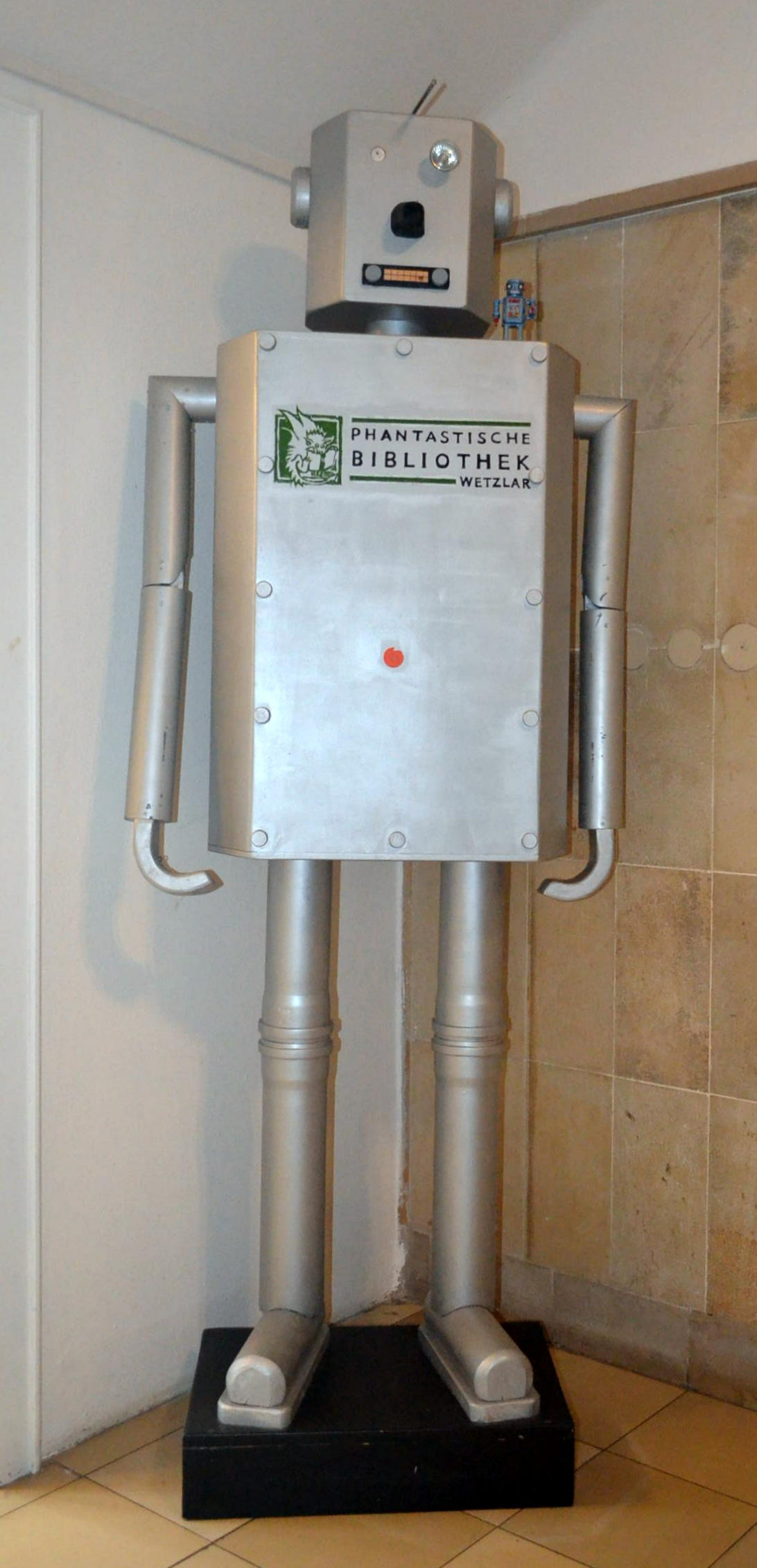
Technischer Mitarbeiter

Die Bibliothek kooperiert in ihrer Arbeit mit Universitäten und Literaturgesellschaften, sie ist in der Lehrerfortbildung und Lehrerausbildung tätig, veranstaltet wissenschaftliche Tagungen, Workshops und Seminare und betreibt eigene Forschung, in der das Informationsreservoir der Buchbestände aufbereitet und genutzt wird, um Lösungsansätze für Gegenwartsprobleme zu offerieren.
Die Bibliothek ist in der Verlags- und Autorenberatung tätig und betreut den alljährlichen Phantastik-Preis der Stadt Wetzlar, der mit 4000 Euro dotiert ist.
2010 bekam die Bibliothek den Hartmut-Vogel-Preis für Literaturvermittlung der Arbeitsgemeinschaft Literarischer Gesellschaften und Gedenkstätten (ALG) verliehen.

### Publikationen
Die Bibliothek gibt eine eigene wissenschaftliche Schriftenreihe heraus. Über 100 Bände (Stand Februar 2025) sind über die Homepage der Einrichtung bestellbar. Zur Förderung von Schülern und Studenten rief die Phantastische Bibliothek Wetzlar die Edition Junge Phantastik ins Leben. Seit August 2011 erscheinen Kürzestgeschichten in der Reihe Phantastische Miniaturen, die meisten der bisher erschienenen Bände herausgegeben von Thomas Le Blanc.

### Tage der Phantastik
Die seit 1981 alljährlich im September stattfindenden Wetzlarer Tage der Phantastik widmen sich wechselnden Themen aus den phantastischen Literaturgenres. Dabei wird über den wissenschaftlichen Bereich hinaus ein breites Publikum angesprochen, das sich mit Phantastik beschäftigen möchte. Ziel der Tagungen ist es insbesondere, den Literaturbereich mit anderen Disziplinen zu verknüpfen.

## Hörfunk
- Thomas Gaevert: Auf der Suche nach der Welt von morgen – Eine Phantastische Bibliothek und ihre Zukunftsforscher – Produktion: Südwestrundfunk 2018, Erstsendung: 21. September 2018, SWR 2
- Christiane Hillebrand: Doppelkopf: Am Tisch mit Bettina Twrsnick, „Phantastik-Hüterin“. In: hr2-kultur. 2. November 2018.